# Kagutsuchi
Kagutsuchi (カグツチ?) è il Kami dio del fuoco nella mitologia giapponese. Fu l'ultimo figlio di Izanami e Izanaki, ucciso dal padre perché la sua nascita era costata la vita alla dea Izanami. Il dio infatti usò la sua spada, la Ame no Ohabari (天之尾羽張?), per decapitarlo e tagliare il suo corpo in otto parti, i quali uscirono i sacri esseri, come cita il Kojiki:

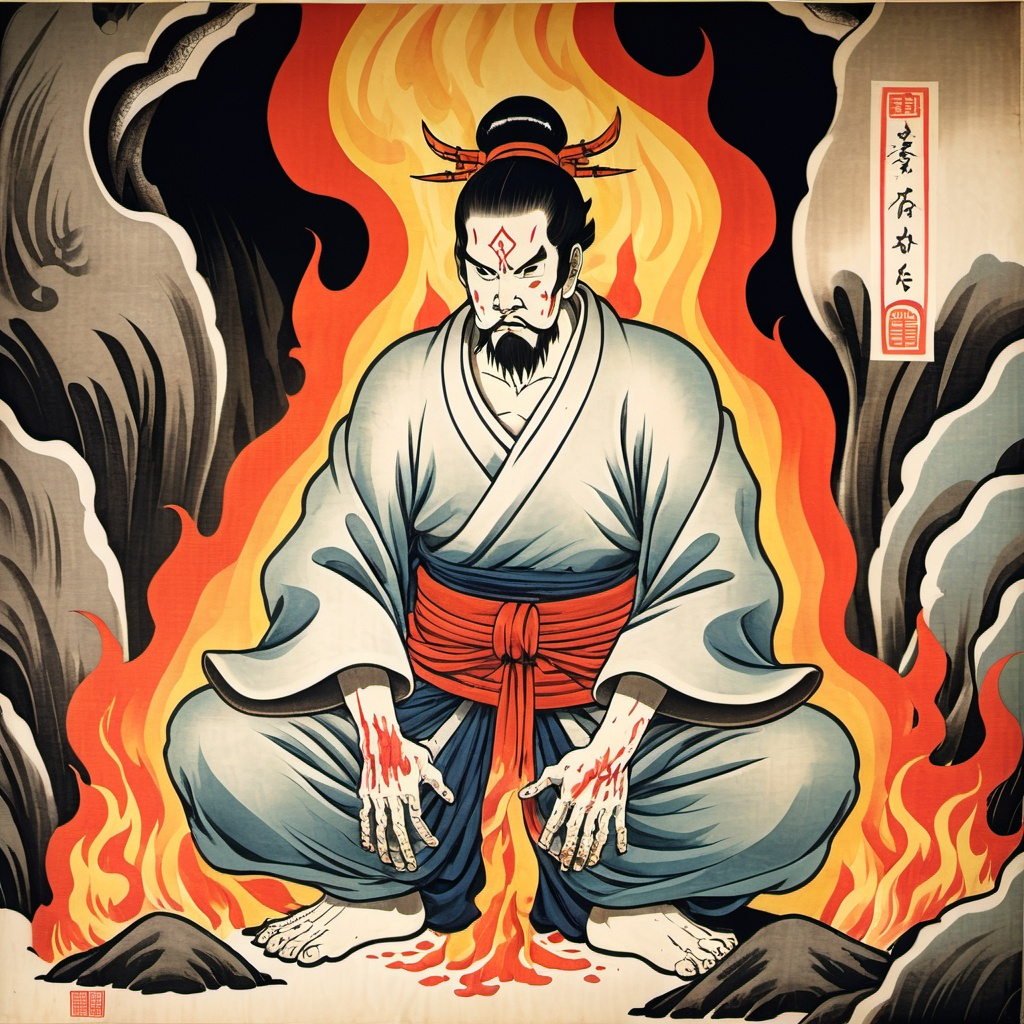
Una illustrazione dell'artista Mattia Di Sangro del Kami del Fuoco

- dal capo il Sacro Masakayamatsumi,dal petto il sacro Odoyamatsumi, dal ventre il sacro Okuyamatsumi, dal sesso il sacro Kurayamatsumi, dalla mano sinistra il sacro Shigiyamatsumi, dalla mano destra il sacro Hayamatsumi, dal piede sinistro il sacro Harayamatsumi, dal piede destro il sacro Toyamatsumi.
Il nome della spada con la quale fu ucciso è Amenowohabari.
Altri essere uscirono poi dal sangue che colava dalla spada, tra cui l Sacro Ihasaku, Il sacro Nesaku e il Sacro Ihatsutsunowo dalla punta dell'arma intrisa di sangue. poi dalla lama ne spuntarono altri tre: il Sacro Mikahayahi, poi il sacro Hihayahi e il Mikazuchinowo. Poi altro sangue si raccolse sull'elsa e gocciolò fra le dita e ne uscirono: il Sacro Kuroakami, il Sacro Kuramitsuha.
In tutto otto esseri sacri trassero vita dalla sacra Amenowohabari, chiamata anche Itsunowohabari.

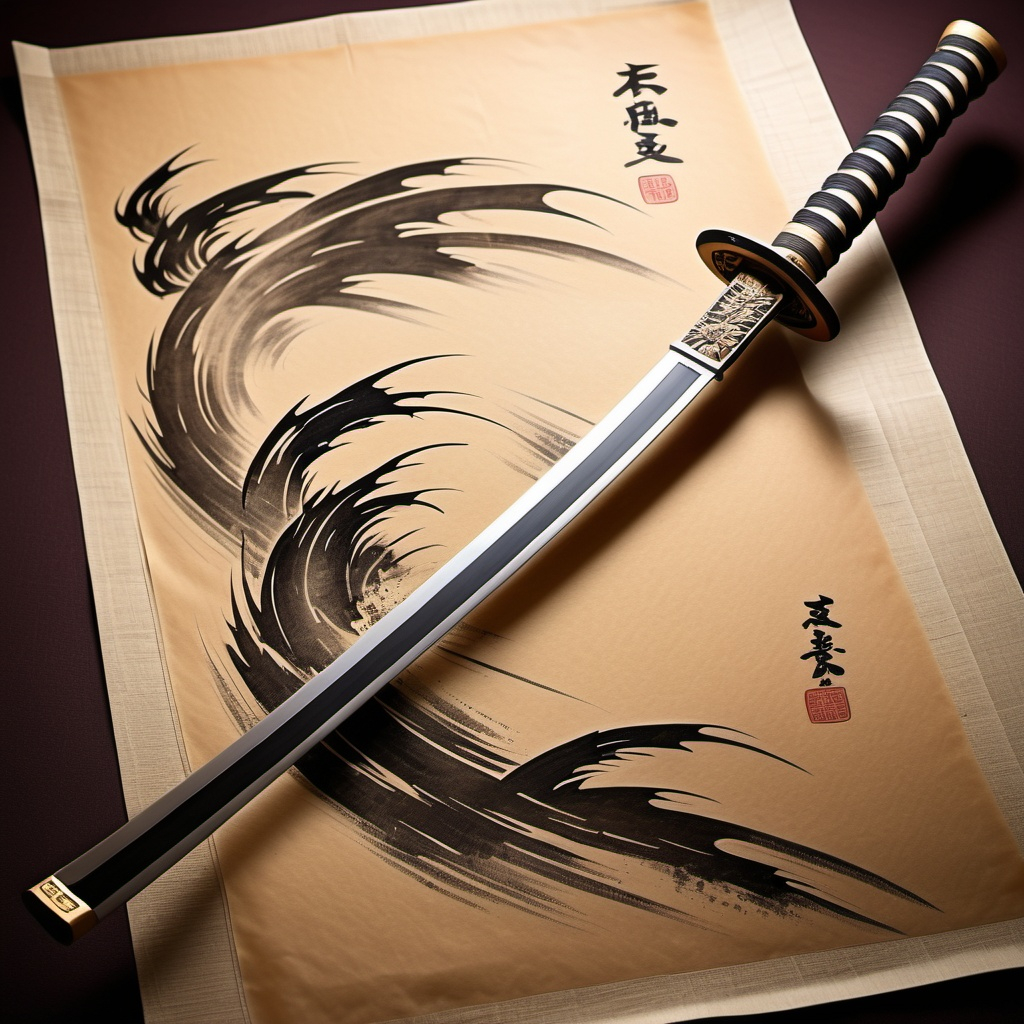
Illustrazione dell'artista Mattia Di Sangro della Sacra Amenowohabari appartenuta a Izanaki

## Nome
Il nome di Kagutsuchi può essere scritto in diversi modi.
Nel Kojiki [ 古事記] è scritto Hinokagutsuchi (火之迦具土神) mentre nel Nihonshoki [日本書紀] è scritto Kagutsuchi (軻遇突智神 - カグツチ).
Nel Kojiki i suoi altri nomi sono Hinoyagihayao no Kami (火之夜芸速男神 - ヒノヤギハヤオ) e Kagutsuchi (加具土命 - カグツチ), mentre nel Nihonshoki è scritto anche Homusubi (火産霊神 - ホムスビ).
La parte "Hi" significa il fuoco, "Kagu" potrebbe avere più origini, tra le quali quella di brillare, mentre "Tsuchi" è scritto con il carattere di "terra", quindi nel suo complesso significa "Il fuoco che brilla sulla terra."
Dal nome Hinoyagihayao possiamo dedurre che Kagutsuchi sia un'entità maschile.
Il nome Homusubi significa letteralmente "spirito del fuoco", tuttavia la parte "musubi" si lega al principio Shintoista di creazione e di crescita, sviluppo e trasformazione.